# Afrothismia amietii
Afrothismia amietii är en enhjärtbladig växtart som beskrevs av Martin Roy Cheek. Afrothismia amietii ingår i släktet Afrothismia och familjen Burmanniaceae.
Artens utbredningsområde är Kamerun. Inga underarter finns listade i Catalogue of Life.